# Mickey Harte
Mickey Harte werd in 1973 in het Ierse Lifford geboren. Als kind leerde zijn broer hem in de garage gitaar spelen. Sinds zijn vijftiende treedt Harte op in pubs. In die tijd heeft hij een repertoire uitgebouwd met een honderdtal eigen nummers.
Zijn populariteit steeg door het televisieprogramma You're a star, een talentenjacht vergelijkbaar met het Nederlandse Idols. Hij mocht Ierland in 2003 vertegenwoordigen op het Eurovisiesongfestival. Zijn nummer We've got the world viel bij de Ieren vooral in de smaak omdat de ballades van de voorbije twee Ierse deelnames voor een slecht resultaat gezorgd hadden.
Wekenlang stond Mickey Harte met zijn nummer voor het songfestival van 2003, op nummer 1 in de Ierse hitparade. Op het songfestival zelf werd hij elfde, met 53 punten. 
1965: Butch Moore · 
1966: Dickie Rock · 
1967: Sean Dunphy · 
1968: Pat McGeegan · 
1969: Muriel Day · 
1970: Dana · 
1971: Angela Farrell · 
1972: Sandie Jones · 
1973: Maxi · 
1974: Tina Reynolds · 
1975: The Swarbriggs · 
1976: Red Hurley · 
1977: The Swarbriggs Plus Two · 
1978: Colm Wilkinson · 
1979: Cathal Dunne · 
1980: Johnny Logan · 
1981: Sheeba · 
1982: The Duskeys · 
1984: Linda Martin · 
1985: Maria Christian · 
1986: Luv Bug · 
1987: Johnny Logan · 
1988: Jump the Gun · 
1989: Kiev Connolly & The Missing Passengers · 
1990: Liam Reilly · 
1991: Kim Jackson · 
1992: Linda Martin · 
1993: Niamh Kavanagh · 
1994: Paul Harrington & Charlie McGettigan · 
1995: Eddie Friel · 
1996: Eimear Quinn · 
1997: Marc Roberts · 
1998: Dawn Martin · 
1999: The Mullans · 
2000: Eamonn Toal · 
2001: Gary O'Shaughnessy · 
2003: Mickey Harte · 
2004: Chris Doran · 
2005: Donna & Joe · 
2006: Brian Kennedy · 
2007: Dervish · 
2008: Dustin the Turkey · 
2009: Sinéad Mulvey & Black Daisy · 
2010: Niamh Kavanagh · 
2011: Jedward · 
2012: Jedward · 
2013: Ryan Dolan · 
2014: Can-linn feat. Kasey Smith · 
2015: Molly Sterling · 
2016: Nicky Byrne · 
2017: Brendan Murray · 
2018: Ryan O'Shaughnessy · 
2019: Sarah McTernan · 
2021: Lesley Roy · 
2022: Brooke · 
2023: Wild Youth · 
2024: Bambie Thug · 
2025: Emmy